# Arte sonoro
El Arte sonoro comprende diversas prácticas artísticas que tienen como principal objetivo enfocarse en diferentes nociones del sonido y en quién las escucha. Existen normalmente diferentes relaciones entre los ámbitos visual y auditivo del arte así como de la percepción por parte de los artistas del sonido.

## Características
Como muchos géneros del arte contemporáneo, el arte sonoro es interdisciplinario por naturaleza, el cual toma formas híbridas. El arte sonoro se ocupa frecuentemente de aspectos como la acústica, la psicoacústica, la electrónica, el ruido, los medios de audio y la tecnología (tanto analógica como digital), el sonido encontrado o ambiente, la exploración del cuerpo humano, la escultura, la arquitectura, la instalación, el performance, la película o el vídeo y un abanico de temas creciente.
Desde el punto de vista de la tradición occidental, los primeros ejemplos de este arte incluyen a Luigi Russolo y su Intonarumori, y los experimentos que a continuación realizaron los dadaistas, surrealistas y situacionistas. Dada la diversidad del arte sonoro, existe a menudo un debate sobre si el arte sonoro cae dentro y/o fuera tanto del arte visual como de la música experimental.
El arte sonoro también está relacionado con el arte conceptual, el minimalismo, el spoken word, la poesía avant garde y el teatro experimental.
John Cage es uno de los representantes más importantes dentro del ámbito de arte sonoro y uno de los referentes primordiales de esta vanguardia, además es una de las figuras más importantes del arte contemporáneo, no solo por sus innovaciones en el campo de la música sino como pensador, escritor y filósofo.

## Arte sonoro y espacio público
El arte sonoro en espacio público es una práctica interdisciplinar que involucra y cuestiona directamente el entorno social como una de las cualidades fundamentales para la creación, investigación y/o experimentación con sonido. Estas prácticas no están directamente relacionadas con una disciplina en particular ya que muchos artistas de diferentes disciplinas han puesto su interés en aportar significativamente a este tipo de prácticas
Desde los años 60 artistas artistas como Max Neuhaus se han destacado por su amplios aportes en el entorno de arte sonoro y espacio público “Neuhaus se trasladó al espacio público para trabajar con el sonido del mismo modo que un artista plástico trabajaría con color para inventar formas y provocar sensaciones diversas en el espacio”. Entre sus piezas más destacadas se encuentran Drive-in music, Times Square llevadas a cabo en la ciudad de Nueva York.  
En las últimas dos décadas del siglo XXI artistas como Aureliano Lecca, de Lima Perú, y su obra: "Sonora la Calle: arte sonoro, video y tinta sobre el paisaje sonoro del Centro de CDMX/ Sound art, video and drawing of Mexico City soundscape" han aportado a las referencias de las obras que involucran sonido y espacio público en Latinoamérica. Lecca no solo interviene el espacio público de la Ciudad de México sino que también genera un vínculo relacional con la comunidad de los Camoteros con los que trabajó durante el proceso de la obra. En este mismo sentido se podría referenciar la obra de los artistas Nicolás Varchausky y Eduardo Molinari de Quilmes argentina, "Tertulia. Intervención en el Cementerio de la Recoleta" donde intervienen sonoramente, por medio de  bocinas, luces e imágenes 40 tumbas previamente seleccionadas del cementerio.

## Galería

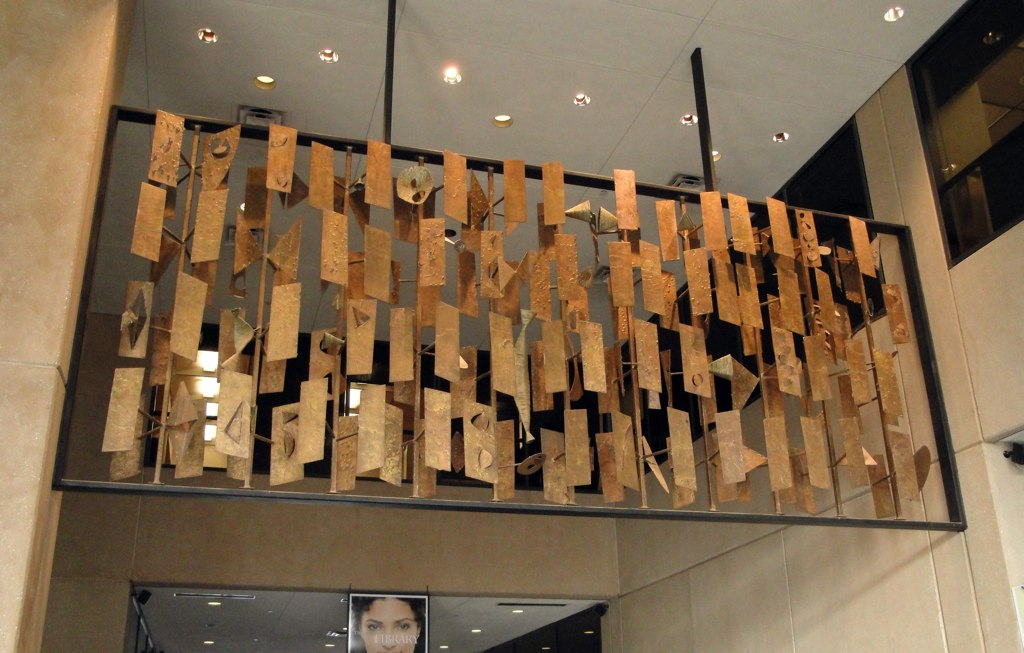
Harry Bertoia, Textured Screen, 1954
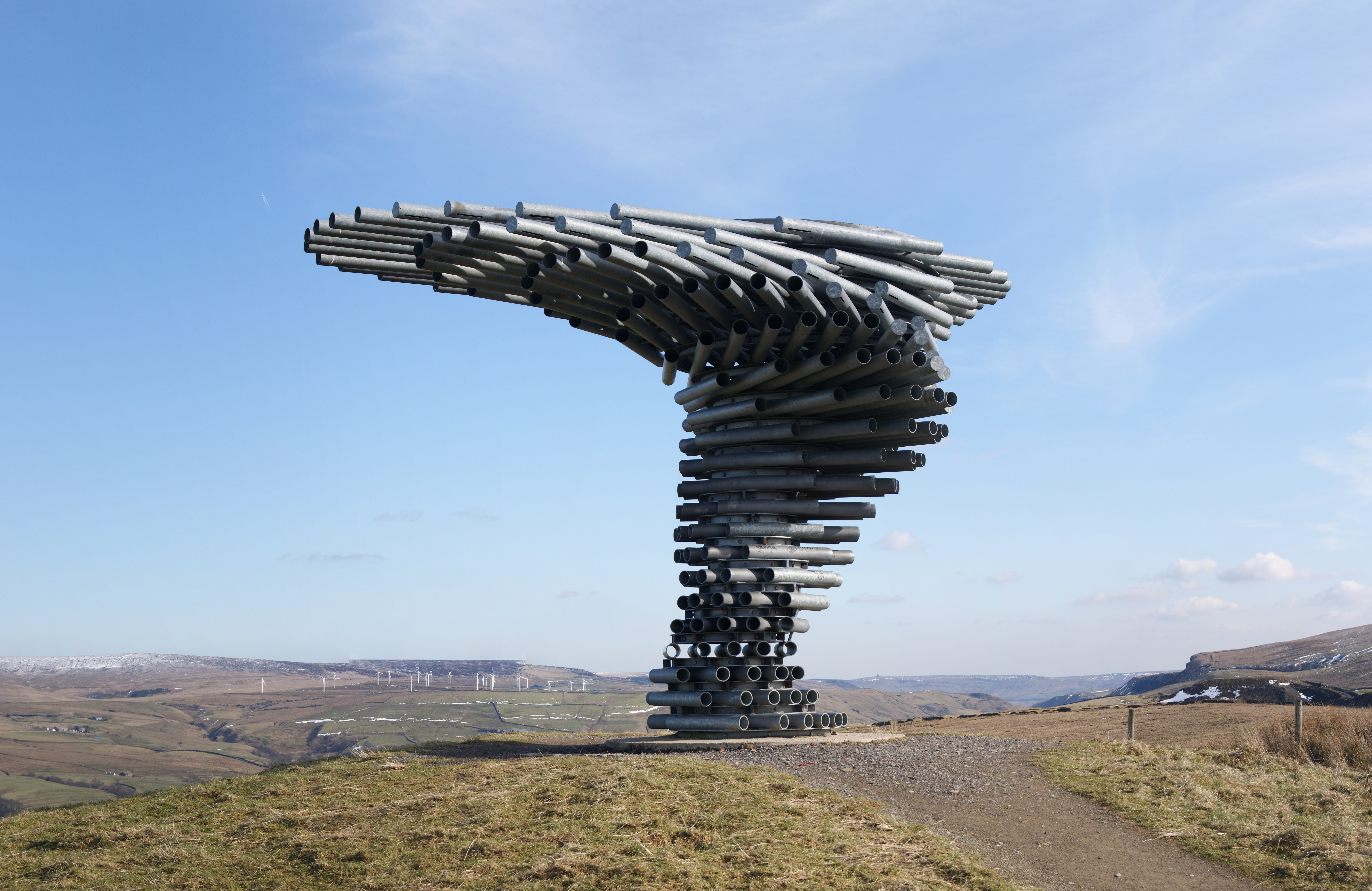
Panopticon: The Singing Ringing Tree
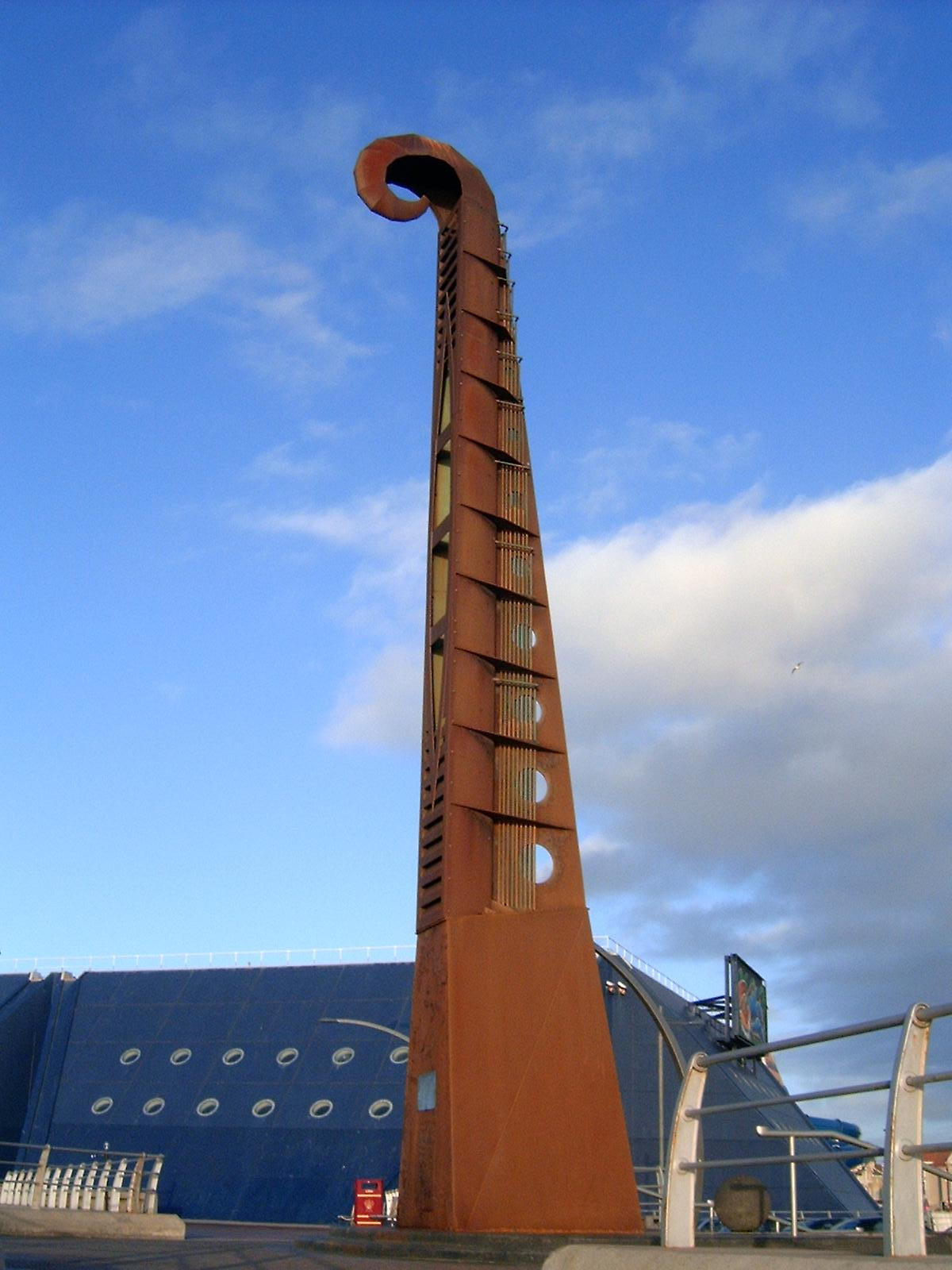
The Blackpool High Tide Organ
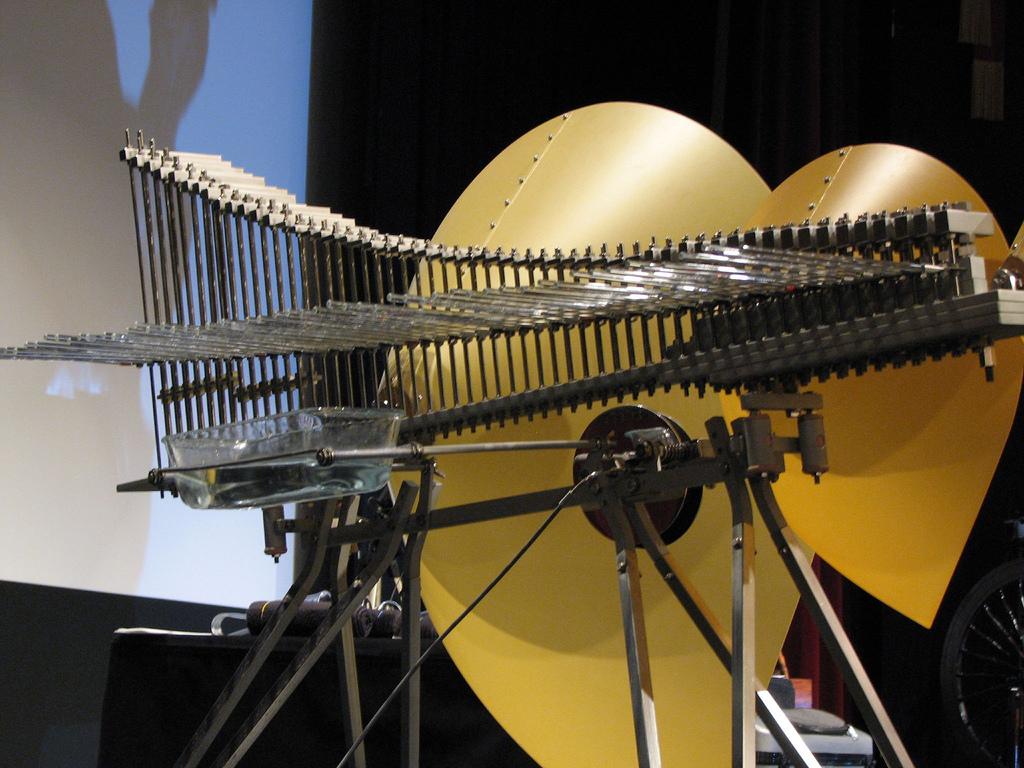
El Cristal Baschet
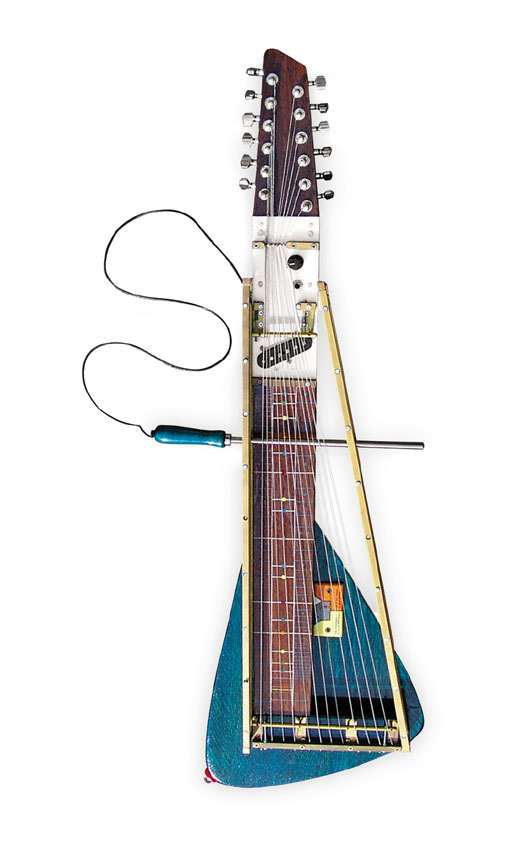
Yuri Landman, Moodswinger, 2006
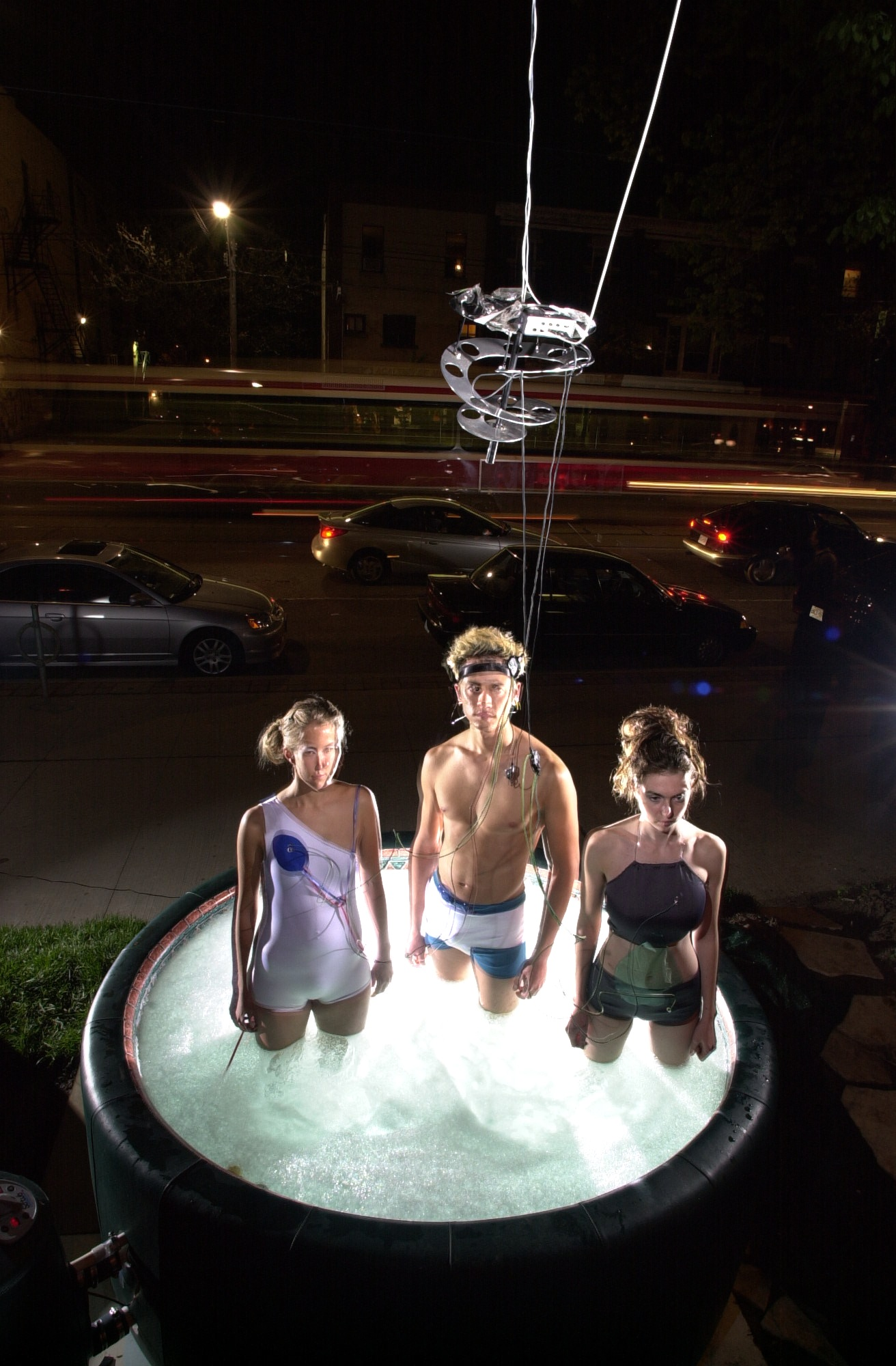
2 electrocardiophones & electroencephalophone
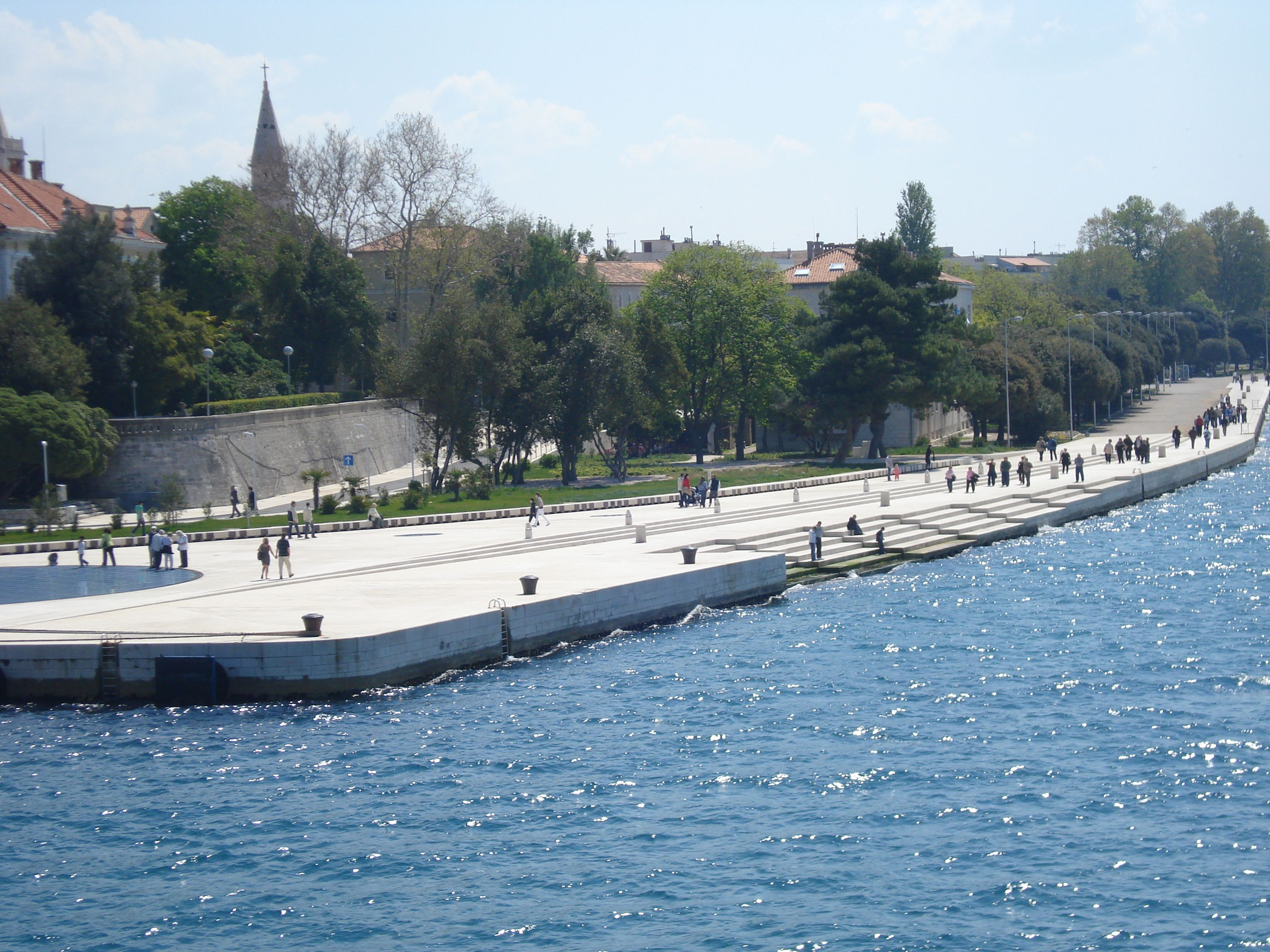
Bašić's órgano marítimo